# Gaho-dong
Gaho-dong (koreanska: 가호동)  är en stadsdel i staden Jinju i provinsen Södra Gyeongsang i den södra delen av Sydkorea, 290 km söder om huvudstaden Seoul.